# آر. بروس كينغ
آر. بروس كينغ (بالإنجليزية: R. Bruce King)‏ هو كيميائي أمريكي، ولد في 27 فبراير 1938.